# 228. Infanterie-Division (Wehrmacht)
Die 228. Infanterie-Division war ein Großverband des Heeres der deutschen Wehrmacht im Zweiten Weltkrieg.

## Geschichte
Einsatzgebiete:
- Polen: September 1939 bis Mai 1940
- Westfeldzug: Mai bis Juli 1940

### Aufstellung
Die 228. Infanterie-Division wurde als Division der 3. Welle und sogenannte Übungsdivision im August 1939 in Elbing im Wehrkreis I aufgestellt. 

### Polenfeldzug
1939 nahm die Division, welche dem XXI. Armeekorps unterstellt war, am Überfall auf Polen teil. Dort marschierte sie bis zur Festung Modlin zwischen Weichsel und Bug, wo auch die Kampfhandlungen endeten. 

### Besatzungstruppe Polen
In der Zeit danach diente die Einheit als Besatzungstruppe in Polen. Sie wurde von Graudenz an die Westfront verlegt.

### Westfeldzug
Im Westfeldzug rückte sie über den Rhein nach Straßburg im Elsass. 

### Auflösung
Im August 1940 wurde die 228. Infanterie-Division auf dem Truppenübungsplatz Munsterlager offiziell aufgelöst und auf andere Einheiten verteilt. 

### Verwendung der Truppenteile
Der Divisionsstab wurde in den Stab der 16. Infanterie-Division (mot.) aufgenommen, die infanteristischen Einheiten in Landesschützen-Bataillone von jeweils drei Kompanien.

## Personen
| Dienstzeit                       | Dienstgrad      | Name                        |
| -------------------------------- | --------------- | --------------------------- |
| 16. August 1939 bis 1. März 1940 | Generalleutnant | Hans Suttner                |
| 1. März 1940 bis unbekannt       | Generalleutnant | Karl-Ulrich Neumann-Neurode |

- Henning von Tresckow (* 10. Januar 1901 in Magdeburg; † 21. Juli 1944 in Ostrów bei Białystok, Polen)

von Tresckow war als Generalstabsoffizier der 228. ID an der operativen Planung des Überfalls auf Polen beteiligt und wurde später ein bedeutendes Mitglied des Widerstandes gegen den Nationalsozialismus

## Gliederung
- Infanterie-Regiment 325
- Infanterie-Regiment 356
- Infanterie-Regiment 400
- Artillerie-Regiment 228
- Pionier-Bataillon 228
- Feldersatz-Bataillon 228
- Panzerabwehr-Abteilung 228
- Aufklärungs-Abteilung 228
- Nachrichten-Abteilung 228
- Nachschubstruppen 228